# Christophe Malavoy
Christophe Jean Benoit Malavoy, född 21 mars 1952 i Reutlingen, Västtyskland, är en fransk skådespelare och regissör.

## Roller i urval
- 1982 – Tjallaren
- 1985 – Farlig lek
- 1987 – Association de malfaiteurs
- 1991 – Madame Bovary
- 2007 – Dombais et fils (miniserie)
- 2010 – Kennedys Hirn
- 2011 – Monte Carlo